# Gerd Raḩmat
Gerd Raḩmat (persiska: گرد رحمت) är en ort i Iran.   Den ligger i provinsen Västazarbaijan, i den nordvästra delen av landet, 600 km väster om huvudstaden Teheran. Gerd Raḩmat ligger 1 460 meter över havet och antalet invånare är 275.
Terrängen runt Gerd Raḩmat är varierad.Runt Gerd Raḩmat är det ganska glesbefolkat, med 48 invånare per kvadratkilometer. Närmaste större samhälle är Piranshahr, 15,7 km norr om Gerd Raḩmat. Trakten runt Gerd Raḩmat består till största delen av jordbruksmark.